# Markus Miller
Markus Miller (Lindenberg im Allgäu, 8 april 1982) is een Duits voormalig professioneel voetballer die dienstdeed als doelman.

## Carrière
Miller speelde in de jeugd van FC Lindenberg en FC Wangen, voordat hij zich in 2000 aansloot bij de beloften van VfB Stuttgart. In twee jaar zou de doelman 44 keer uitkomen voor dat team. Hij maakte sporadisch deel uit van het eerste team. Miller stapte in 2002 over naar FC Augsburg. Hier wekte hij interesse van Karlsruher SC, dat hem na één seizoen overnam. Miller speelde tijdens zijn eerste seizoen bij Karlsruher niet, maar vanaf zijn tweede jaargang werd hij vaste keus onder de lat. Op 6 november 2006 werd hij verkozen tot beste doelman in de 2. Bundesliga. Nadat zijn contract in 2010 afgelopen was, ondertekende hij een tweejarige verbintenis bij Hannover 96, die hij later verlengde tot medio 2015. Hier was Miller gedurende de hele looptijd van zijn verbintenis reservedoelman.

## Erelijst
Karlsruher SC
- 2. Bundesliga

2007